# Puente de Carroll Street
El puente de Carroll Street es un puente retráctil en Nueva York (Estados Unidos), que cruza el canal de Gowanus en Brooklyn. Lleva un solo carril con plataforma de madera para el tráfico vehicular de un solo sentido en dirección este y dos pasillos. Terminado en 1889, es operado por el Departamento de Transporte de la Ciudad de Nueva York, con un promedio de alrededor de mil cruces cada día de la semana. Es el más antiguo de los cuatro puentes retráctiles que quedan en Estados Unidos y es un hito oficial de la ciudad.

## Descripción
El puente de Carroll Street tiene 32,6 m de luz y está sostenido por un par de vigas de chapa de acero remachadas. : 5 El tramo es de 5 m de ancho y tiene un carril de tráfico vehicular en dirección este y una pasarela a cada lado. Lleva la calle del mismo nombre dentro del barrio de Gowanus. Las restricciones publicadas son un límite de altura de 3,8 m y un límite de peso de 9 t. La calzada a ambos lados está hecha de adoquines. En promedio, a 2019, mil vehículos cruzan el puente todos los días de la semana.
La parte móvil del tramo está pintada de azul brillante y tiene forma de trapecio. : 5  bastidores de los camiones de transporte, sostenidos por ruedas, se encuentran debajo de las vigas. Cuando el puente se retrae, estos marcos se mueven a lo largo de tres rieles de acero con soporte de madera que se desliza diagonalmente en la orilla occidental del canal al sur del tramo, que abre 11 m de paso para los barcos. Los bastidores se mueven mediante una serie de poleas. Originalmente, los tramos se retraían con una máquina de vapor, pero hoy funciona con un motor eléctrico. : 5 Las puertas batientes a ambos lados cierran el tramo siempre que el puente de Carroll Street está en la posición abierta.
La casa del operador está ubicada en el extremo occidental del puente a lo largo de la acera sur. : 5 La cabina normalmente no cuenta con personal, pero un asistente del puente puede viajar a la casa del operador en dos horas en caso de que sea necesario abrir el puente.
El puente de Carroll Street es uno de los cuatro puentes retráctiles que quedan en Estados Unidos,  y uno de los dos que quedan en la ciudad de Nueva York, siendo el otro el puente de Borden Avenue en Queens. La ciudad tenía anteriormente hasta cinco puentes retráctiles, pero tres de estos (en Brooklyn, Staten Island y el Bronx), fueron removidos a mediados del siglo. : 5 

## Historia

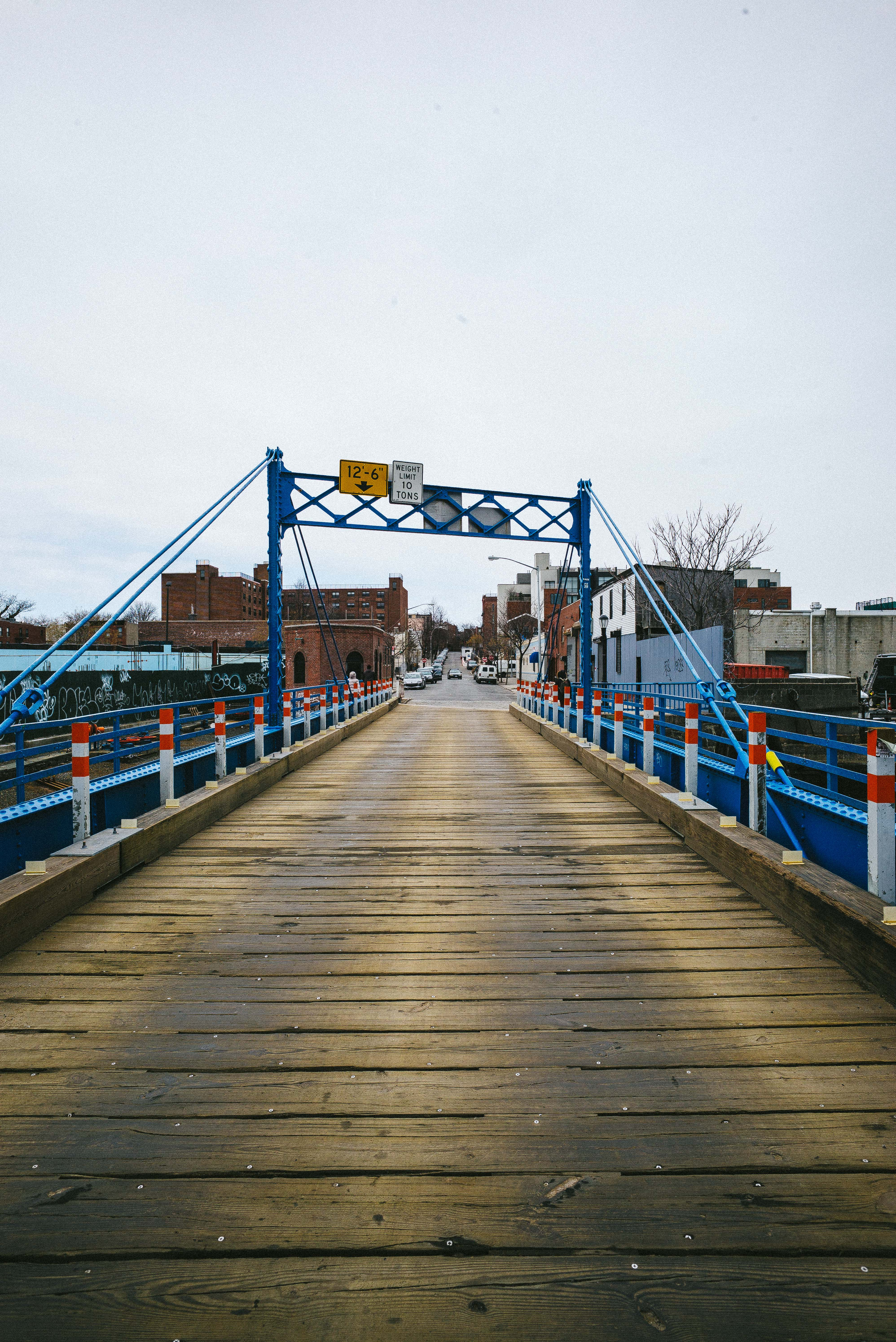
Vista del tramo

En la década de 1860, un desarrollador llamado Edwin Litchfield enderezó y expandió el arroyo Gowanus hasta convertirlo en un canal. : 167 Esto llevó a que el humedal circundante se secara, lo que atrajo la atención de los urbanistas. El Canal de Gowanus se convirtió rápidamente en un centro de actividad industrial, con empresas especializadas en madera, carbón, ladrillo, piedra, harina y yeso. El canal fue atravesado por seis puentes, incluido uno en Carroll Street. : 2 Cuando se cerró el primer puente de Carroll Street en 1887, hubo una discusión sobre el diseño de su reemplazo. : 29–30 Los terratenientes querían construir un tramo retráctil que permitiera que el puente se deslizara en diagonal hacia la orilla, pero la ciudad de Brooklyn se resistió, ya que esto implicaría la adquisición de terrenos adicionales. Al final, la ciudad de Brooklyn eligió el plan de los terratenientes. : 2–3  : 39 Se eligió este diseño porque el canal era más estrecho en Carroll Street, y un diseño de puente basculante más convencional podría evitar el paso de algunos barcos.
El nuevo puente de Carroll Street fue diseñado por el ingeniero jefe Robert Van Buren y el ingeniero a cargo George Ingram. Charles OH Fritzche diseñó los motores mientras Cooper, Hewitt & Company construyó la superestructura de acero. : 3 El puente se inauguró en 1889 y costó 29 600 dólares. : 3  : 18  Después de terminado se le hicieron muy pocas modificaciones. Los motores de vapor fueron reemplazados por motores eléctricos en 1908, mientras que los rieles y las ruedas lo fueron en 1915 y los pasamanos, en 1948. : 3 
En 1971, el gobierno de la ciudad de Nueva York decidió cerrarlo permanentemente. En ese momento, hubo una disminución constante en el uso del Canal Gowanus y la ciudad alegaba no tener fondos suficientes para operarlo. El tramo solo lo usaban 2600 automóviles al día, pero tenía que abrir dos veces diarias en promedio. Inicialmente programado para cerrarse el 28 de mayo de 1971, el cierre del tramo se retrasó hasta el 25 de junio y la estación de control fue tapiada. Tras las protestas de los residentes, la ciudad decidió reabrir el puente de Carroll Street el mes siguiente. En 1974, el puente se cerró nuevamente para efectuar reparaciones de emergencia después de que una falla mecánica dejara el tramo en la posición abierta.
Otro incidente en 1985 o 1986 hizo que se quedara atascado en la posición abierta durante varios años. Durante este lapso, se utilizó como lugar de rodaje de la película Heaven Help Us de 1985. El puente fue designado un hito oficial de la ciudad de Nueva York en 1987, y la Comisión de Preservación de Monumentos de la Ciudad de Nueva York lo calificó como "raro e inusual". : 8  Fue restaurado y reabierto el 24 de septiembre de 1989. Fue reparado de nuevo en 2011 Tras sufrir daños durante el huracán Sandy en 2012, el puente de Carroll Street fue reparado al año siguiente.